# European Journal of Ecology
L'European Journal of Ecology è una pubblicazione scientifica fondata nel 2015 e viene pubblicata due volte all'anno, in lingua Inglese. Pubblica articoli originali, peer-reviewed, nelle seguente categorie: research article, review, forum article and policy directions in ogni branca dell'ecologia. Tutti gli articoli sono open-access per i lettori ed il giornale non ha costi di pubblicazione per gli autori.
La rivista offre un adeguato forum per la pubblicazione sia a scienziati esperti, che a coloro che sono all'inizio delle loro carriere. Pertanto, il comitato di redazione chiede ai revisori di fornire utili e dettagliati consigli, commenti e critiche.